# Gemeinde Ujest
Die Gemeinde Ujest, polnisch Gmina Ujazd ist eine Stadt-und-Land-Gemeinde im Powiat Strzelecki in der Woiwodschaft Oppeln. Der Gemeindesitz ist die Stadt Ujest (Ujazd) mit 1785 Einwohnern. 
Die Gemeinde ist zweisprachig, deutsch und polnisch.

## Geografie
Die Gemeinde hat eine Fläche von 83,3 km², davon sind 70 % Flächen für die Landwirtschaft und 24 % Waldflächen. Die Gemeinde nimmt 11,2 % der Fläche des Powiats ein.

## Gliederung
In der Gemeinde befinden sich:
Städte:
- Ujest / Ujazd

Orte mit Schulzenamt:
- Balzarowitz / Balcarzowice
- Jarischau / Jaryszów
- Klutschau / Klucz
- Niesdrowitz / Niezdrowice
- Nogowschütz / Nogowczyce
- Olschowa / Olszowa
- Schironowitz / Sieroniowice
- Alt Ujest / Stary Ujazd
- Kaltwasser / Zimna Wódka

Die Gemeinde umfasst weitere Weiler ohne Schulzenamt:
Buczek (Butschek), Ferdynand (Ferdinandshof), Grzeboszowice (Greboschowitz), Kolonia Jaryszów (Kol. Jarischau), Komorniki (Komorniken), Kopanina (Kol. Kopanina), Księży Las (Xionslas), Wesołów (Wesolow), Wydzierów (Wydzierow)

## Politik

### Bürgermeister
An der Spitze der Verwaltung steht ein Bürgermeister. Dies ist seit 2018 Hubert Ibrom vom Wahlkomitee Deutsche Minderheit, der den langjährigen Amtsinhaber Tadeusz Kauch ablöste, der nicht erneut kandidierte. Die Wahl 2024 führte zu folgendem Ergebnis:
- Hubert Ibrom (Schlesische Kommunalverwaltung) 83,7 % der Stimmen
- Paweł Michalski (Wahlkomitee Neues Ujest) 9,6 % der Stimmen
- Agata Trusz (Wahlkomitee Agata Trusz) 6,7 % der Stimmen

Damit wurde Amtsinhaber Ibrom bereits im ersten Wahlgang mit deutlicher Mehrheit im Amt bestätigt.
Die Wahl 2018 führte zu folgendem Ergebnis:
- Hubert Ibrom (Wahlkomitee Deutsche Minderheit) 46,4 % der Stimmen
- Sebastian Golec (Wahlkomitee Neues Ujest) 42,4 % der Stimmen
- Piotr Kołodziej (parteilos) 11,1 % der Stimmen

Im zweiten Wahlgang konnte sich Ibrom knapp mit 51,1 % der Stimmen gegen Golec durchsetzen, auf den 48,9 % der Stimmen entfielen.

### Gemeinderat
Der Gemeinderat besteht aus 15 Mitgliedern und wird direkt gewählt. Die Gemeinderatswahl 2024 führte zu folgendem Ergebnis:
- Schlesische Kommunalverwaltung (Deutsche Minderheit) 37,5 % der Stimmen, 7 Sitze
- Wahlkomitee Unsere Gemeinde 19,6 % der Stimmen, 5 Sitze
- Wahlkomitee Neues Ujest 17,8 % der Stimmen, 1 Sitz
- Wahlkomitee Agata Trusz 16,1 % der Stimmen, 1 Sitz
- Wahlkomitee Neues Jaryszów 3,9 % der Stimmen, 1 Sitz
- Übrige 4,6 % der Stimmen, kein Sitz

Die Gemeinderatswahl 2018 führte zu folgendem Ergebnis:
- Wahlkomitee Unsere Gemeinde 31,4 % der Stimmen, 7 Sitze
- Wahlkomitee Neues Ujest 26,0 % der Stimmen, 3 Sitze
- Wahlkomitee Deutsche Minderheit 17,4 % der Stimmen, 3 Sitze
- Schlesische Regionalpartei 14,9 % der Stimmen, 1 Sitz
- Wahlkomitee Die gute Gemeinde Ujest 10,2 % der Stimmen, 1 Sitz

## Bevölkerung
2002 hatte die Gemeinde 6387 Einwohner. Neben der polnischen Bevölkerung gaben bei der Volkszählung 2002 1624 Personen (25,4 %) die deutsche Nationalität (Volkszugehörigkeit) und 797 Personen Schlesisch (12,5 %) an. 1237 Personen (19,4 %) sprachen im privaten Alltag deutsch. Bei der Volkszählung 2011 lag bei einer Gesamteinwohnerzahl von 6269 Personen der prozentuale Anteil der Deutschen bei 21,5 % bzw. 1348 Personen.
| Nationalität | Anzahl | Anteil |
| ------------ | ------ | ------ |
| Deutsch      | 1624   | 25,4 % |
| Polnisch     | 3956   | 61,9 % |
| Schlesisch   | 797    | 12,5 % |

| Nationalität | Anzahl | Anteil |
| ------------ | ------ | ------ |
| Deutsch      | 1348   | 21,5 % |